# Landtagswahl im Burgenland 1972
Die Landtagswahl im Burgenland 1972 fand am 8. Oktober 1972 statt. Sie war die 12. Wahl des Burgenländischen Landtags. 
Die Sozialistische Partei Österreichs (SPÖ) erhielt erneut eine absolute Mehrheit der Stimmen (50,5 %), verlor aber durch den Wiedereinzug der Freiheitlichen Partei Österreichs (FPÖ) in den Landtag eines ihrer bisher 17 Mandate. Die Österreichische Volkspartei (ÖVP) musste zum vierten Mal in Folge einen Rückgang ihres Stimmenanteils hinnehmen und erreichte mit einem Minus von 0,6 % und einem Stimmenanteil von 45,9 % erneut 15 Mandate. Die FPÖ erhielt 3,1 % der Stimmen (plus 0,8 %) und zog wieder (wie schon 1960 und 1964) mit einem Abgeordneten in den Landtag ein. Die Kommunistische Partei Österreichs (0,4 %) und die Liberale Partei Österreichs (0,1 %) zogen nicht in den Landtag ein.
Der Landtag der XII. Gesetzgebungsperiode konstituierte sich am 3. November 1972 und wählte an diesem Tag Theodor Kery (SPÖ) erneut zum Landeshauptmann. Kery bildete die Landesregierung Kery III; sie war identisch mit der Landesregierung Kery II (3 Posten für die SPÖ und 3 Posten für die ÖVP).

## Ergebnisse
- SPÖ: 16
- ÖVP: 15
- FPÖ: 1

|                                             | Ergebnisse 1972  | Ergebnisse 1972  | Ergebnisse 1972  | Ergebnisse 1968  | Ergebnisse 1968  | Ergebnisse 1968  | Differenzen | Differenzen | Differenzen |
| ------------------------------------------- | ---------------- | ---------------- | ---------------- | ---------------- | ---------------- | ---------------- | ----------- | ----------- | ----------- |
| Wahlberechtigte                             | 181.881          | 181.881          | 181.881          | 177.303          | 177.303          | 177.303          | + 4.578     | + 4.578     | + 4.578     |
| Wahlbeteiligung                             | 93,07            | 93,07            | 93,07            | 95,17 %          | 95,17 %          | 95,17 %          | - 2,10 %    | - 2,10 %    | - 2,10 %    |
|                                             | Stimmen          | %                | Mand.            | Stimmen          | %                | Mand.            | Stimmen     | %           | Mand.       |
| Abgegebene Stimmen                          | 169.272          |                  |                  | 168.743          |                  |                  | + 529       |             |             |
| Ungültig                                    | 1.603            | 0,95 %           |                  | 1.556            | 0,92 %           |                  | + 47        | + 0,03 %    |             |
| Gültig                                      | 167.669          | 99,05 %          |                  | 167.187          | 99,08 %          |                  | + 482       | - 0,03 %    |             |
| Partei                                      |                  |                  |                  |                  |                  |                  |             |             |             |
| Sozialistische Partei Österreichs (SPÖ)     | 84.713           | 50,52 %          | 16               | 84.116           | 50,31 %          | 17               | + 597       | + 0,21 %    | - 1         |
| Österreichische Volkspartei (ÖVP)           | 77.023           | 45,94 %          | 15               | 77.879           | 46,58 %          | 15               | - 856       | - 0,64 %    | ± 0         |
| Freiheitliche Partei Österreichs (FPÖ)      | 5.109            | 3,05 %           | 1                | 3.713            | 2,22 %           | 0                | + 1.396     | + 0,83 %    | + 1         |
| Kommunistische Partei Österreichs (KPÖ)     | 602              | 0,36 %           | 0                | 797              | 0,48 %           | 0                | - 195       | - 0,12 %    | ± 0         |
| Liberale Partei Österreichs (LPÖ)           | 222              | 0,13 %           | 0                | nicht kandidiert | nicht kandidiert | nicht kandidiert | + 222       | + 0,13 %    | ± 0         |
| Demokratische Fortschrittliche Partei (DFP) | nicht kandidiert | nicht kandidiert | nicht kandidiert | 682              | 0,41 %           | 0                | - 682       | - 0,41 %    | ± 0         |
| Gesamt                                      | 167.669          | 100,00 %         | 32               | 167.187          | 100,00 %         | 32               | + 482       |             |             |